# Campiglossa compta
Campiglossa compta är en tvåvingeart som först beskrevs av Munro 1957.  Campiglossa compta ingår i släktet Campiglossa och familjen borrflugor.
Artens utbredningsområde är Kenya. Inga underarter finns listade.